# Dubichaur
Dubichaur (en népalais : दुबिचौर) est un comité de développement villageois du Népal situé dans le district de Gulmi. Au recensement de 2011, il comptait 2 652 habitants.